# مایکن ندرگارد
مایکن ندرگارد مایکن ندرگارد (انگلیسی: Maiken Nedergaard) یک عصب‌شناس دانمارکی است که بیشتر به خاطر کشف سیستم گلیمفاتیک شهرت دارد. او یک استاد مشترک در بخش‌های علوم اعصاب و نورولوژی در مرکز پزشکی دانشگاه روچستر است. او به صورت پاره وقت در بخش جراحی مغز و اعصاب در مرکز پزشکی اعصاب ترجمه دانشگاه روچستر نیز مشغول به کار بوه، جایی که او محقق اصلی بخش آزمایشگاه بیماری‌های گلیال و درمان است. مایکن همچنین استاد بیولوژی سلولی گلیال در دانشگاه کپنهاگ، مرکز اعصاب ترجمه است. او جوایز متعددی همچون جایزه اولاف تون در زمینه آلزایمر، جایزه ناکازون بنیاد پژوهشهای انسانی فرانسه-ژاپن و جایزه جپه جول را دریافت کرده است.

## پژوهش‌ها
ندرگارد در دانشگاه کپنهاگ تحصیل کرد و در سال ۱۹۸۳ مدرک دکترا و در سال ۱۹۸۸ مدرک دی‌ام دکترا گرفت. او دوره پسا دکترا را در زمینه آسیب‌شناسی عصبی/فیزیولوژی در دانشگاه کپنهاگ (۱۹۸۴–۱۹۸۷) و متعاقباً در علوم اعصاب در پزشکی ویل کورنل (۱۹۸۷–۱۹۸۸) به پایان رساند.
در سال ۲۰۱۰، ندرگارد نقش مولکول آدنوزین را در بی‌دردی ناشی از طب سوزنی کشف کرد.
در سال ۲۰۱۳، ندرگارد سیستم گلیمفاتیک را کشف کرد، شبکه ای از کانال‌ها در مغز که هدف آن از بین بردن سموم با استفاده از مایع مغزی نخاعی (CSF) است. او به دلیل وابستگی آن به سلول‌های گلیال، آن را «سیستم گلیمفاتیک» نامید. او در سال ۲۰۱۴ جایزه نیوکمب کلیولند را برای کشف خود دریافت کرد.
تحقیقات بعدی توسط ندرگارد و همکارانش نشان داد که پروتئین کانال آب آکواپورین-۴ نقش مهمی در تعدیل جریان CSF بین فضای اطراف عروقی و بینابینی مغز ایفا می‌کند. نشان داده شده است که اختلال عملکرد سیستم گلیمفاتیک باعث اختلال در بهبود پس از آسیب ترومایی و تسریع تجمع متابولیت‌های سمی مانند آمیلوئید بتا می‌شود و سیستم گلیمفاتیک را در بیماری‌های تخریب کننده عصبی مانند بیماری آلزایمر، بیماری هانتینگتون و بیماری پارکینسون دخیل می‌کند. همچنین نشان داده شده است که سیستم گلیمفاتیک با سیستم لنفاوی مننژی که اخیراً کشف شده است، تعامل دارد.
در حال حاضر، آزمایشگاه ندرگارد بر تعاملات نورون -گلیا، سیستم گلیمفاتیک، تکامل آستروسیت، تنظیم جریان خون مغزی، درد مزمن، و نقش گلیا پس از سکته مغزی یا آسیب نخاعی تمرکز دارد.

## جوایز و افتخارات
کشف سیستم گلیمفاتیک توسط ندرگارد به عنوان یکی از ده «پیشرفت سال» مجله ساینس در سال ۲۰۱۳ مورد تقدیر قرار گرفت. در سال ۲۰۱۴، او در سال ۲۰۱۴ جایزه تحقیقاتی برنده جایزه نووو نودیکس را برای کمک به ایجاد مرکز علوم اعصاب پایه و ترجمه در دانشگاه کپنهاگ پذیرفت. او همچنان به دانشگاه کپنهاگ و دانشگاه روچستر وابسته است.
ندرگارد جوایز انفرادی متعددی را برای مشارکت خود در مطالعه تعاملات نورون-گلیا در سلامت و بیماری دریافت کرده است:
عضو منتخب آکادمی علوم سلطنتی دانمارک (۲۰۰۸–تاکنون)، عضو منتخب آکادمی سلطنتی داروسازی اسپانیا (۲۰۱۱–تاکنون)، عضو منتخب آکادمی اروپا (۲۰۱۲–تاکنون)، جایزه نیوکامب کلیولند از انجمن آمریکایی پیشرفت علوم (۲۰۱۴)، جایزه آلزایمر از انجمن آلزایمر دانمارک (۲۰۱۵)، جایزه جپه جول (۲۰۱۶)، جایزه اولاف تون در زمینه آلزایمر (۲۰۱۶)، جایزه تاگئا براندت (۲۰۱۶)، استاد افتخاری دانشگاه پزشکی چین در شنیانگ (۲۰۱۸)، جایزه فرنشتروم (۲۰۱۸)، جایزه ابداع استین از مؤسسه تحقیقات پیشگیری از نابینایی (۲۰۱۹–۲۰۱۸)، جایزه ناکازون بنیاد پژوهش‌های انسانی فرانسه-ژاپن (۲۰۲۴)